# Sarah Childress Polková
Sarah Childress Polková (4. září 1803, Murfreesboro, Tennessee – 14. srpna 1891, Nashville, Tennessee) byla manželkou 11. prezidenta USA Jamese Polka a v letech 1845 až 1849 vykonávala funkci první dámy USA.
Narodila se do bohaté rodiny, otec byl majetný obchodník a otrokář, udržoval dobré politické kontakty. Jako dívce se jí dostalo dobrého vzdělání na Salem Female Academy v Severní Karolíně. V lednu 1824 se provdala za advokáta Jamese Polka. Nebrali se z lásky, neboť on potřeboval manželku, která by mu pomohla budovat jeho politickou kariéru, a ona chtěla muže, který by se angažoval v politice.
V roce 1838 se Polk stal guvernérem státu Tennessee, jeho žena mu koordinovala volební kampaň. Roku 1844 byl zvolen kandidátem na prezidenta za Demokratickou stranu, Sarah opět pracovala na kampani a studovala strategie soupeřů. Polk by pravděpodobně bez manželky neměl šanci, neboť měl chatrné zdraví. Přes mnohé výzvy odmítala vystupovat na předvolebních mítincích, protože věřila, že by jim to spíše škodilo.
V březnu 1845 je Polk jmenován prezidentem USA. Jeho choť mu pomáhala vyřizovat korespondenci a připravovala materiály na jednání kabinetu. Pořádání recepcí přenechala profesionálům. Její manžel neměl rád různé schůzky a jeho zdraví bylo také špatné, proto se místo něj Sarah setkávala s kongresmany a senátory. Polkovo prezidentství je proto považováno za nejúspěšněji vykonávaný úřad prezidenta v 19. století, neboť splnil všechny sliby, které slíbil v předvolebním boji (snížení cel, udržení nezávislosti ministerstva financí, připojil stát Kalifornie k Unii, vyřešil hraniční spory). Polk přes naléhání odmítl kvůli chatrnému zdraví kandidovat na druhé funkční období, spolu s manželkou se vrátil do Tennessee, kde po třech měsících zemřel. Manželství bylo bezdětné
Sarah Polková chtěla zachovat manželův odkaz dalších generacím, a proto z jejich domu vytvořila obytné muzeum.
Během americké občanská války ubránila majetek před konfiskací, sama sympatizovala s Jihem (měla otroky). Byla velmi bigotní a odmítala boj za ženská práva. Byla předchůdkyní moderních prvních dam 20. století.